# Port de Chicago
Le port de Chicago est un port de commerce situé sur les rives du lac Michigan à l'entrée de la ville de Chicago, dans l'État de l'Illinois, aux États-Unis. Ses 14 terminaux maritimes sont gérés par l'Illinois International Port District. En 2013, le port se classait au 38e rang aux États-Unis avec un trafic total de 15 428 892 t. La majeure partie du trafic est destinée au marché intérieur (20 933 tonnes).
Diverses marchandises passent par le port de Chicago : des métaux non ferreux, des minerais, du coke, du sucre, des céréales, des produits pétrochimiques, de l'acier, du ciment, etc.
Se trouvant dans les limites de la ville de Chicago, l'entrée principale du port est marquée par le phare de Chicago, l'usine de purification de l'eau appelée Jardine Water Reclamation Plant, la jetée Navy (Navy Pier), l'écluse du port de Chicago, la station de la garde côtière de Chicago, les ports de plaisance municipaux de Dusable et Monroe, et les clubs nautiques de Chicago Yacht Club et Columbia Yacht Club.

## Histoire
Chicago, depuis sa fondation  a une longue histoire comme centre logistique, commençant par le trafic engendré par la traite de la fourrure, puis le transit du bois et des produits fermiers du Midwest vers les villes de l'est. En 1848, lorsque est ouvert le canal Illinois et Michigan, une voie navigable ininterrompue est créée, reliant les villes de la côte atlantique au Golfe du Mexique, Chicago en devient un centre important. Cette importance ne se dément pas, même lorsque les chemins-de-fer commencèrent à éclipser le trafic fluvial et lacustre.
Les activités portuaires restèrent basées à l'embouchure de la rivière Chicago, bien que des projets de construction de nouvelles installations portuaires, sur les rives du lac Michigan, furent établis au début du XXe siècle qui conduisirent à la réalisation de la jetée Navy (Navy Pier). Les développements importants du port de Chicago remontent à 1921, lorsque le législatif de l'État de l'Illinois vota la loi dite de Lake Calumet Harbor qui autorisait la ville à construire un port en eau profonde a lac Calumet, au centre même de la cité. La même année, les autorités de la ville adoptèrent le plan Van Vlissingen qui est aujourd'hui encore le cadre juridique sous lequel opère le port. Depuis cette date, il ne cessa de prendre de l'ampleur, s'agrandissant notablement dans les années 1950.
En 1972, la jetée Navy abandonna officiellement ses activités de transport fluvial. En 1978, les autorités portuaires firent l'acquisition de terrains à l'embouchure de la rivière Calumet et y construisirent deux nouveaux terminaux. Elles remirent également en activité le site d' Iroquois Landing, ouvrant ainsi deux nouvelles installations situées directement sur les rives du lac.

## Installations portuaires

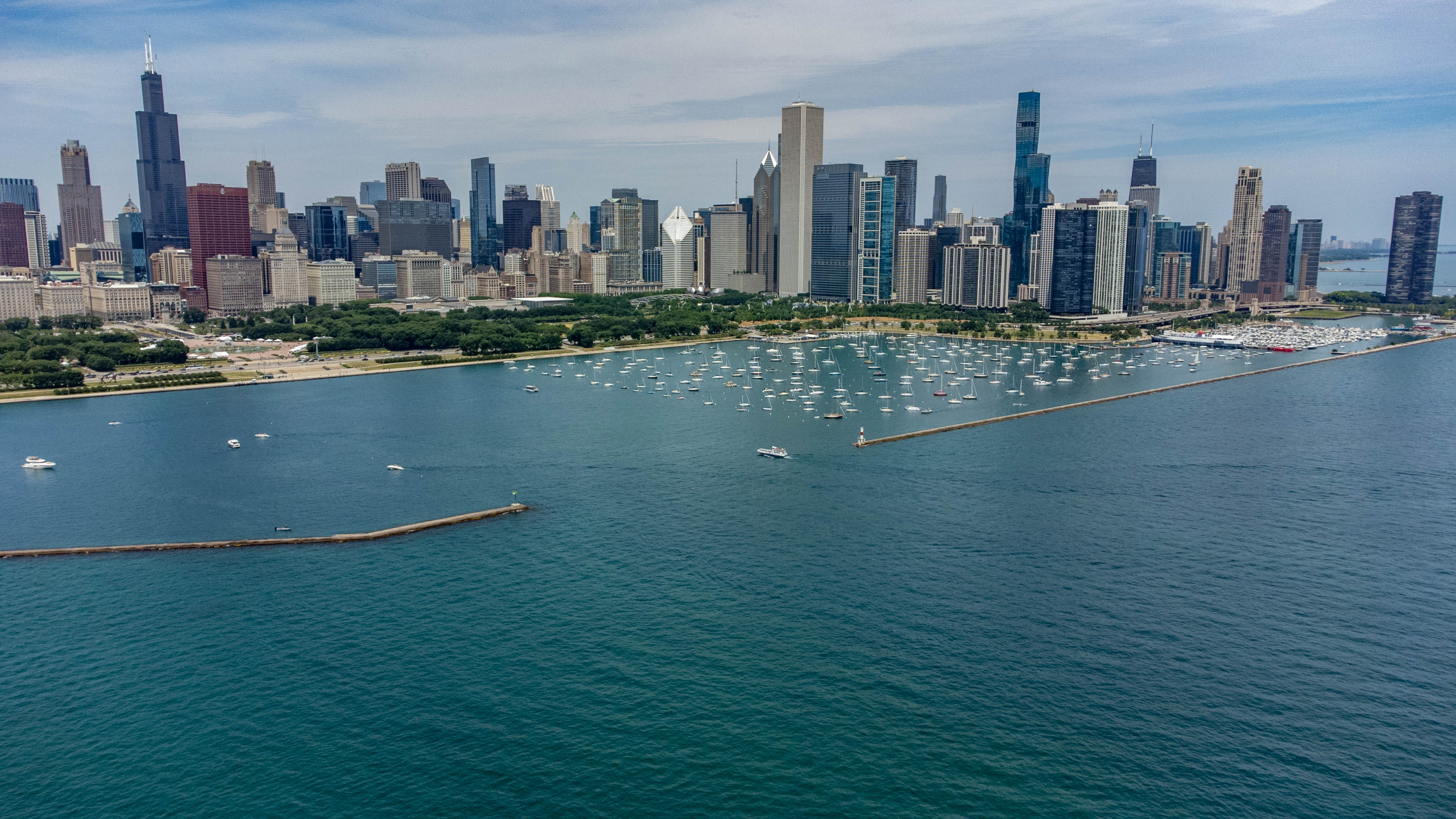
Vue aérienne de l'enceinte portuaire de Chicago Harbor.

Le port principal de Chicago (Chicago Harbor) est situé juste à l'est du secteur financier du Loop dans le centre-ville (Downtown Chicago). D'autres installations portuaires sont dispersées sur le territoire de la ville de Chicago, dont les principales sont le port de Calumet, de la rivière Calumet et le lac Calumet.
Le Chicago Park District exploite un système portuaire municipal sur le lac Michigan, pour les plaisanciers. Avec des installations pouvant accueillir plus de 6 000 bateaux, c'est le plus grand système de son genre dans la nation. Le système comprend (du nord au sud) le port de Montrose, le port de Belmont, le port de Diversey, le port de Dusable, le port de Monroe, le port de Burnham Park, le port de la 31e rue, le port de la 59e rue et les ports intérieurs et extérieurs de Jackson Park.